# Heterophleps longiramus
Heterophleps longiramus är en fjärilsart som beskrevs av George Francis Hampson 1898. Heterophleps longiramus ingår i släktet Heterophleps och familjen mätare. Inga underarter finns listade i Catalogue of Life.